# جراردو سوئرو
جراردو سوئرو (انگلیسی: Gerardo Suero؛ زادهٔ ۲۰ آوریل ۱۹۸۹) بازیکن بسکتبال اهل دومینیکا است.